# 斯里布內
50°40′N 32°55′E / 50.667°N 32.917°E

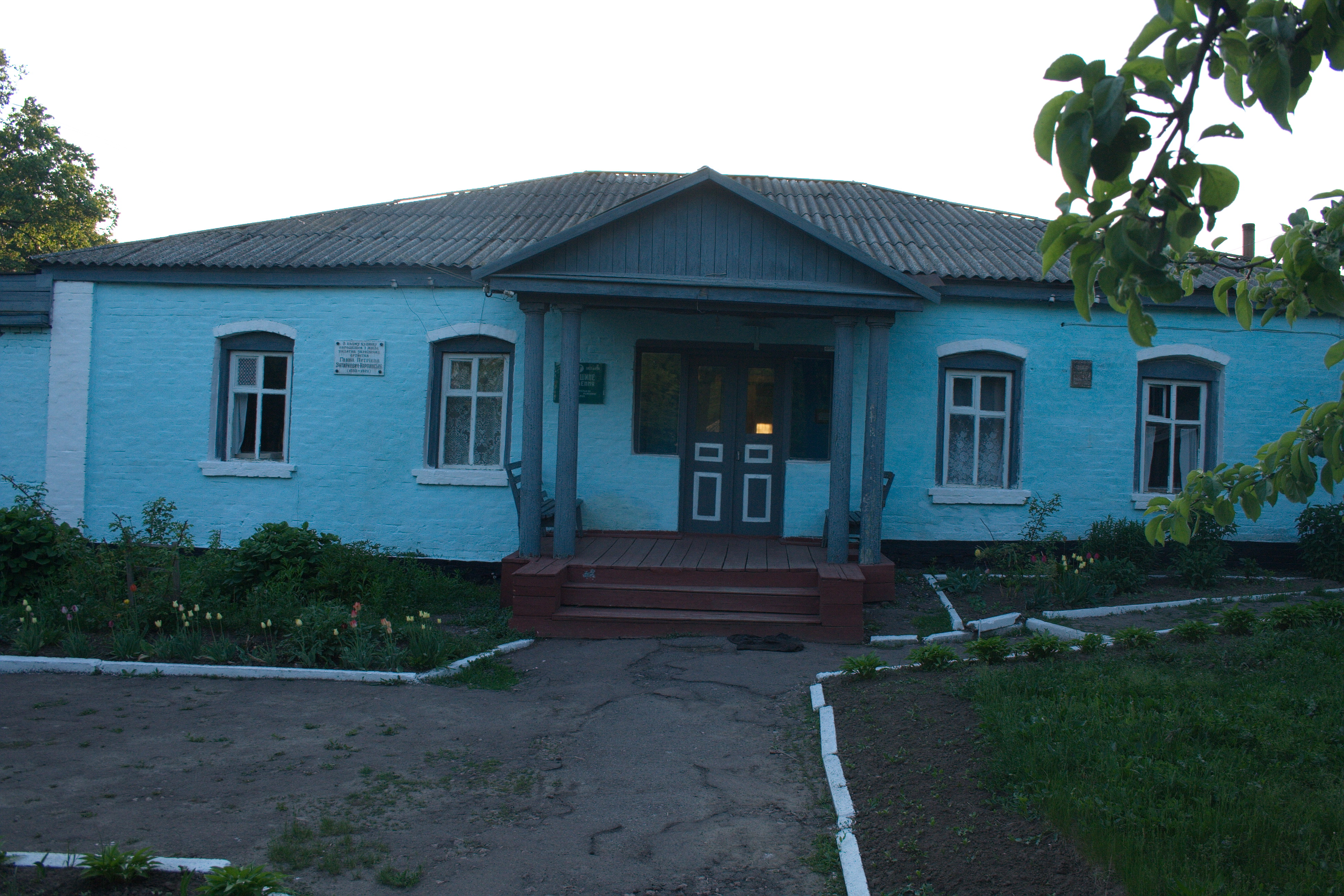
知名演员的出生地

斯里布内（羅馬化：Sribne），或按俄语译作斯列布诺耶，是烏克蘭北部切爾尼戈夫州普里盧基區斯里布内市镇里的鎮及其行政中心。曾是原斯里布內區的区府。面積7.4平方公里，2011年人口14,563，人口密度每平方公里1,968人。